# 迈克尔·奥克肖特

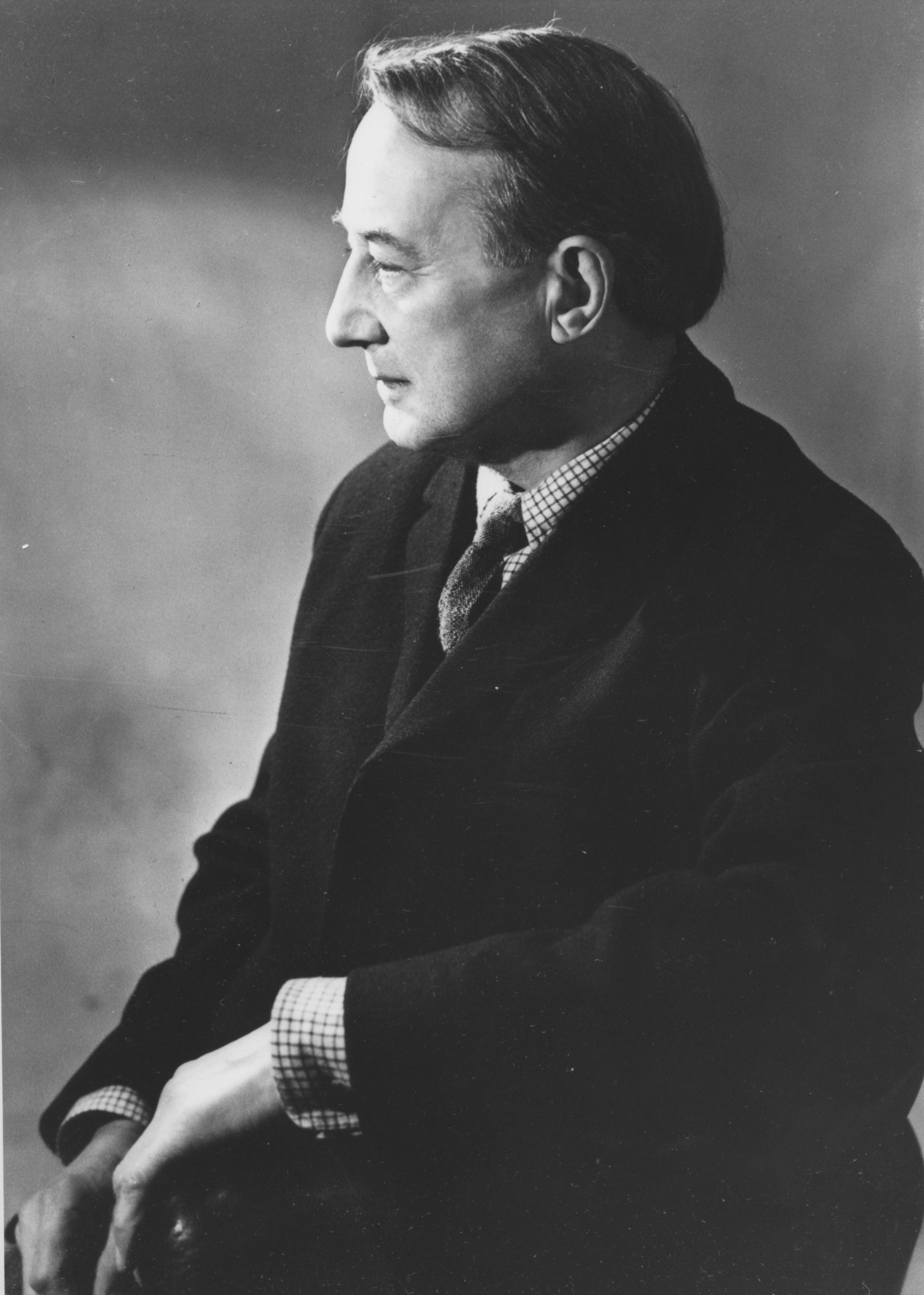
迈克尔·奥克肖

迈克尔·奥克肖特（英語：Michael Joseph Oakeshott，1901年12月11日—1990年12月19日）英国现代保守主义哲学家和政治理论家，曾撰写有关历史哲学、宗教哲学、美学、教育哲学和法律哲学的文章。1962年出版的《政治中的理性主义和其他论文》奠定了在政治哲学领域中的声望。